# Acacia victoriae
Acacia victoriae är en ärtväxtart som beskrevs av George Bentham. Acacia victoriae ingår i släktet akacior, och familjen ärtväxter. Inga underarter finns listade i Catalogue of Life.

## Bildgalleri

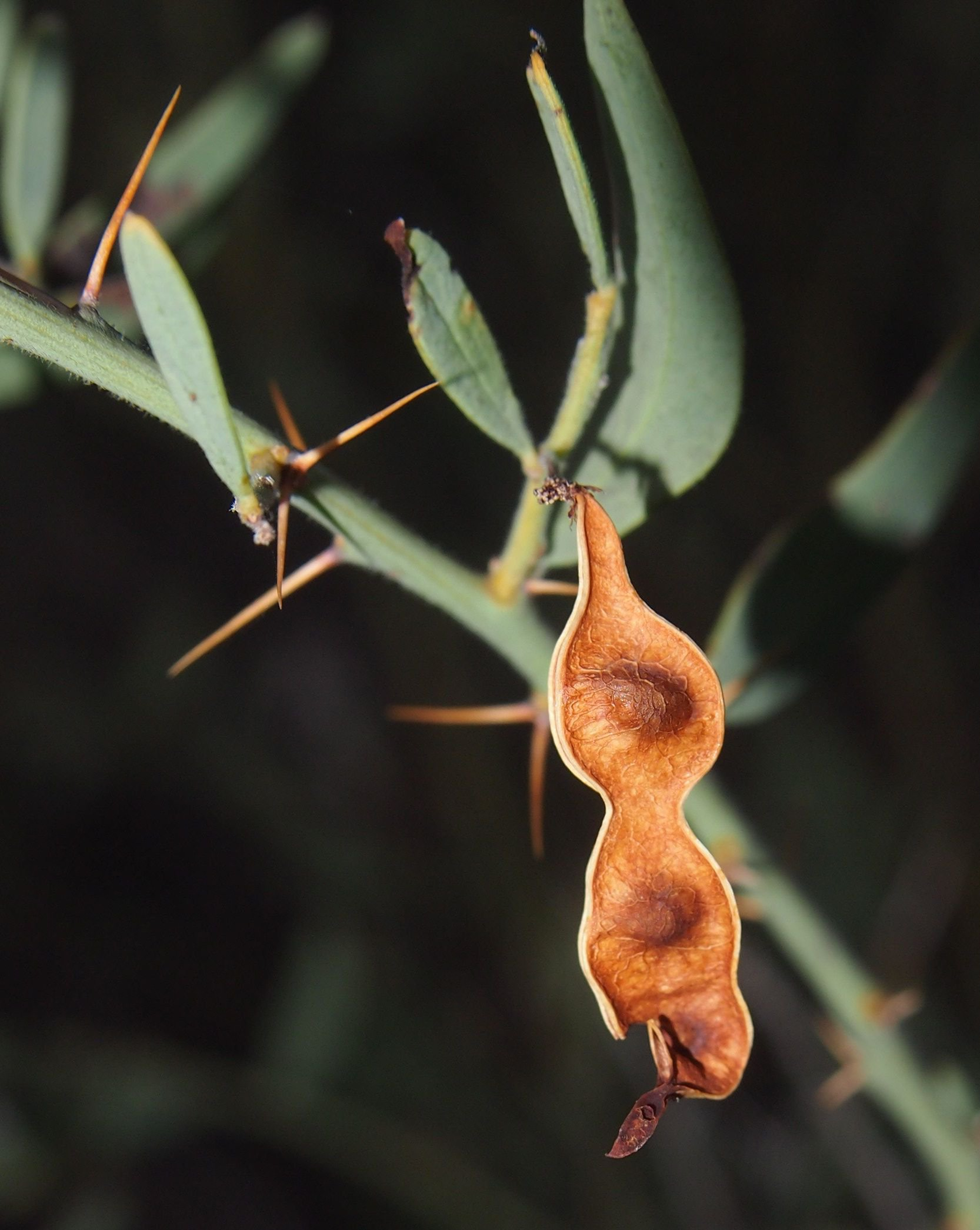
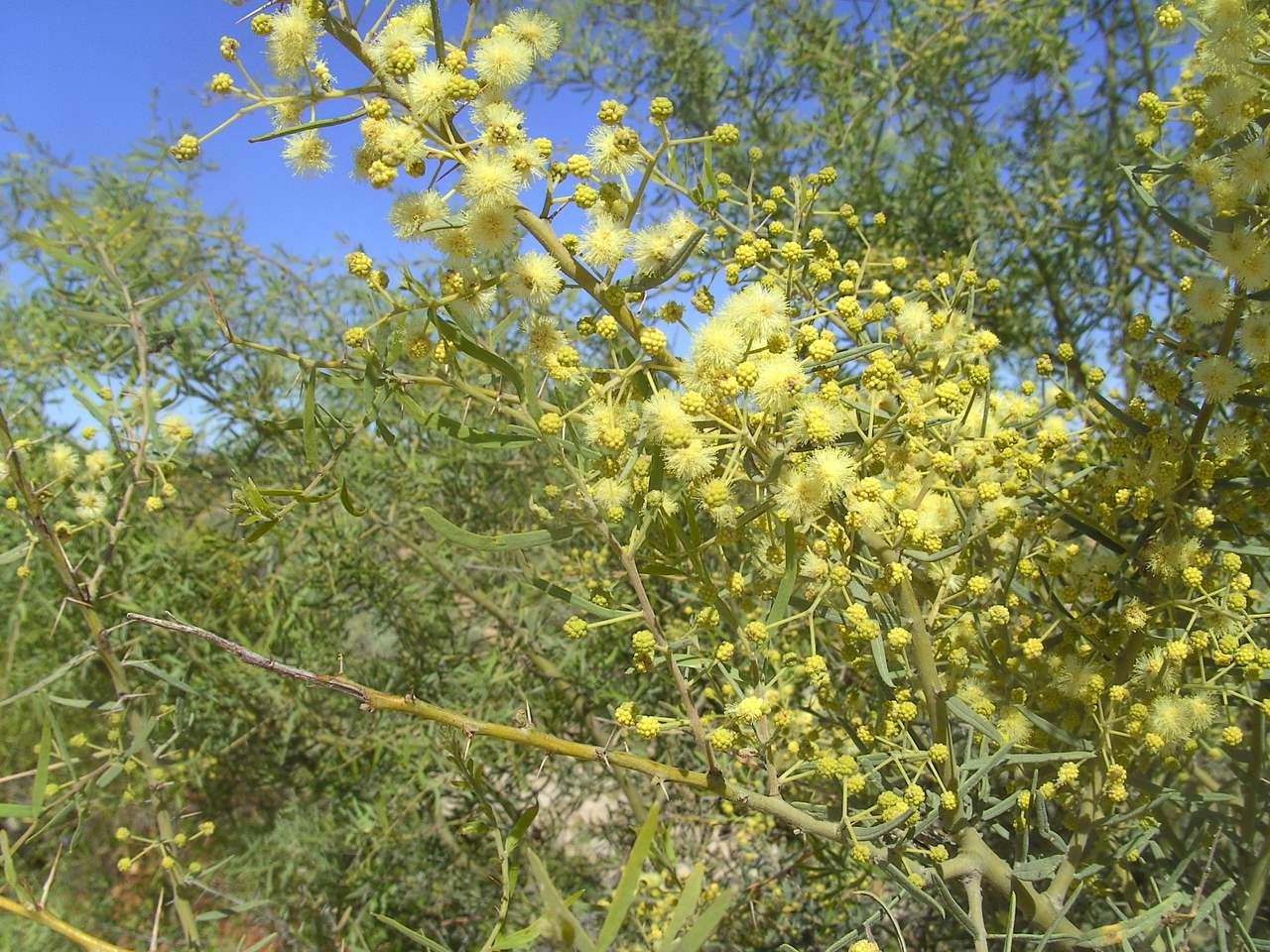
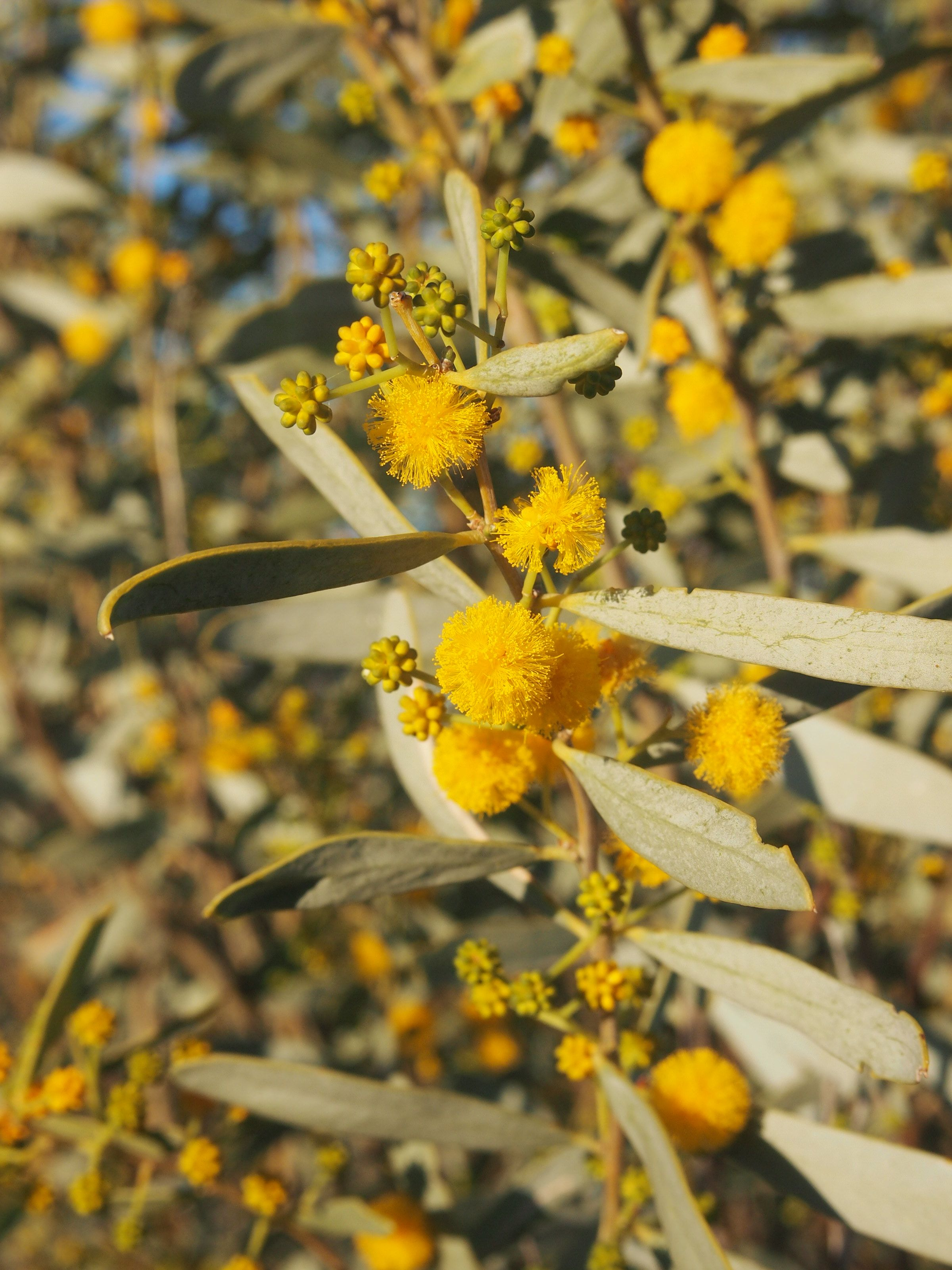
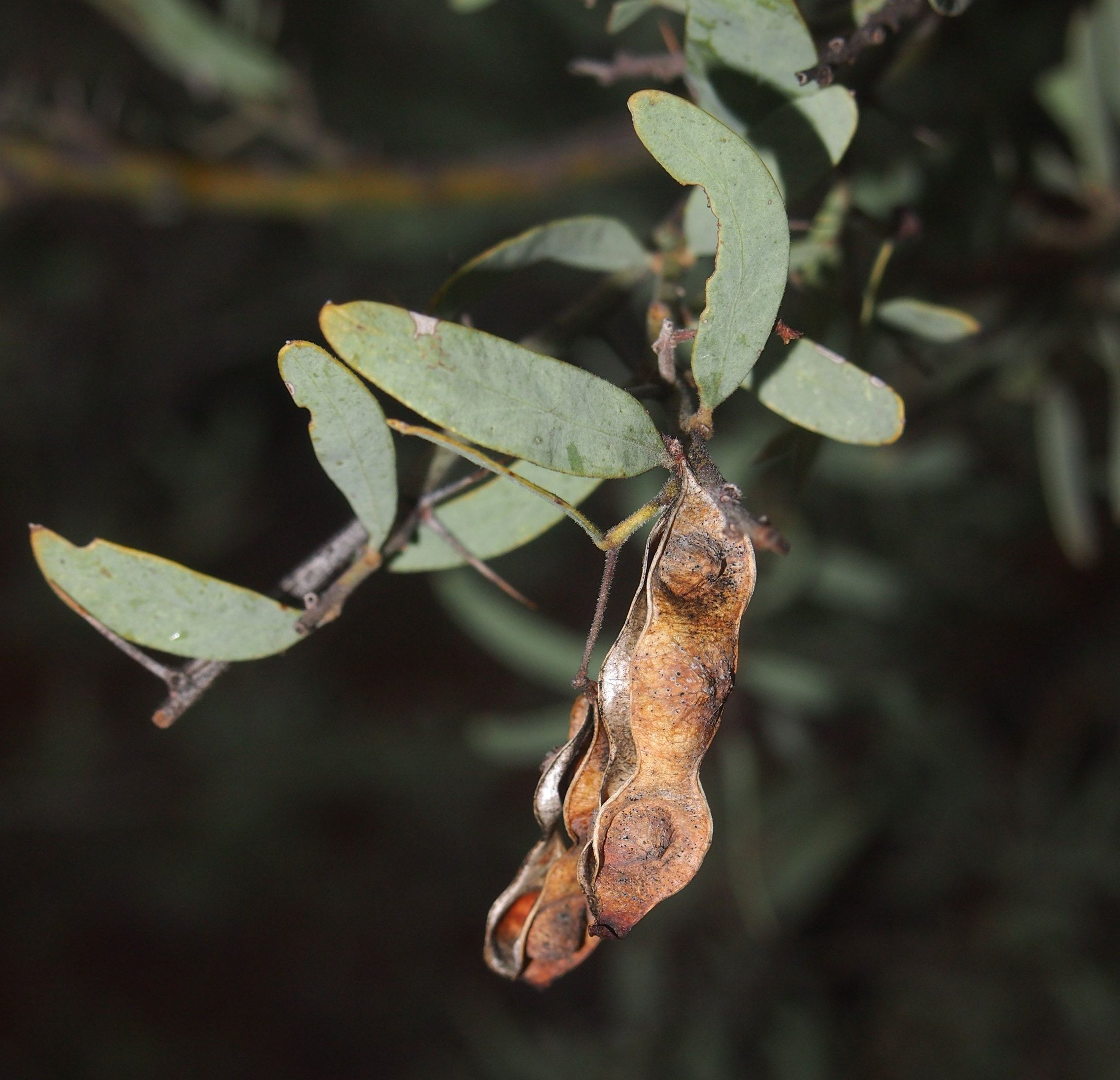
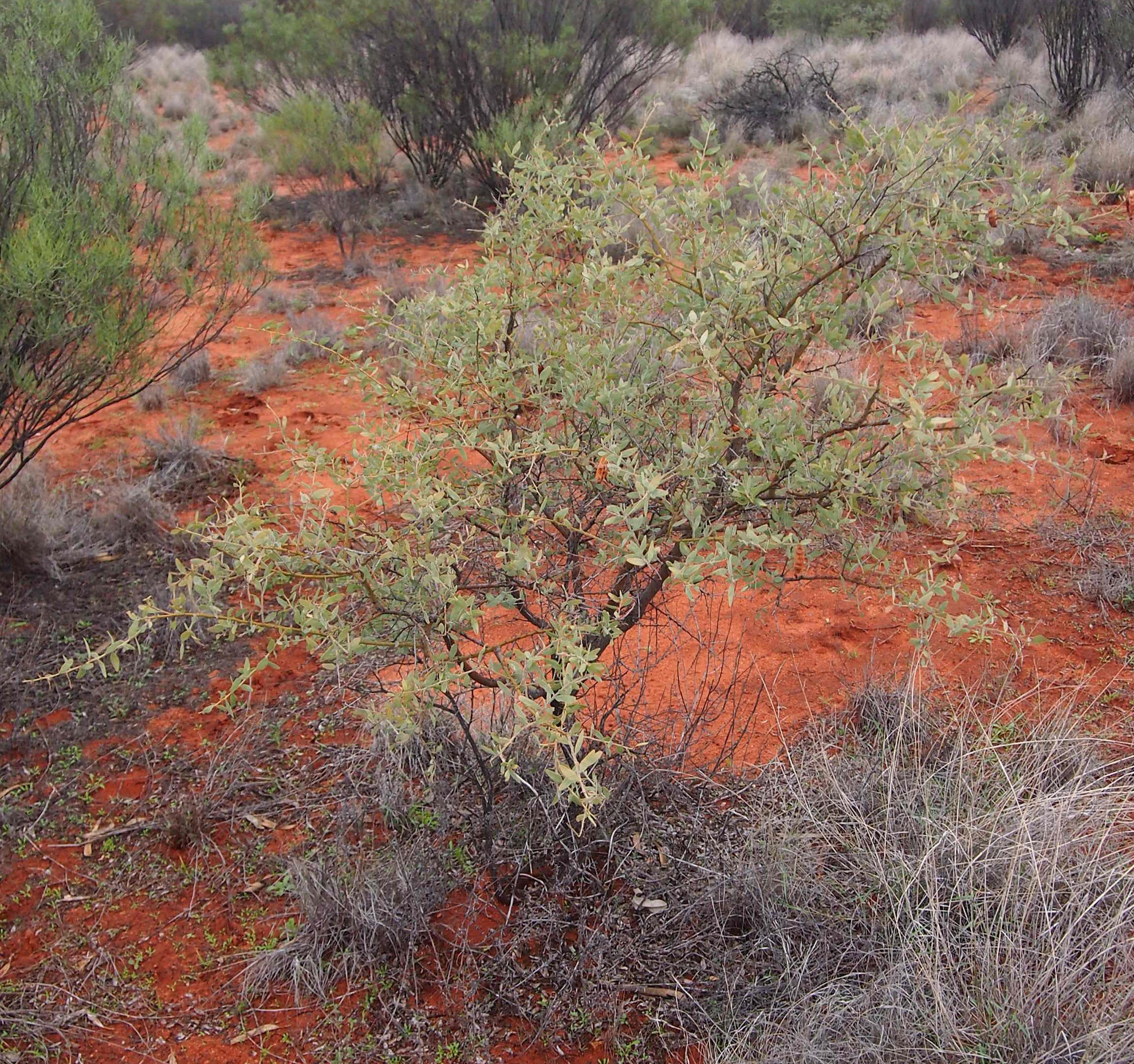